# JoJo (ca sĩ)
Joanna Noëlle Blagden Levesque (sinh ngày 20 tháng 12 năm 1990), được biết đến rộng rãi với nghệ danh JoJo, là ca sĩ, người sáng tác nhạc, R&B/pop và diễn viên người Mỹ. Cô bắt đầu nổi tiếng từ năm 2004 với album đầu tay mang chính nghệ danh của cô, album mang tên cô đứng ở vị trí số bốn trên Billboard 200 của Mỹ. JoJo cũng bắt đầu sự nghiệp điện ảnh với hai phim Hollywood sản xuất năm 2006 là: Aquamarine và RV.
Album nhạc thứ hai của cô, The High Road được cho ra mắt 17 tháng 10 năm 2006. Mùa hè năm 2007, Jojo có một tour biểu diễn âm nhạc vòng quanh Mỹ, châu Âu và nước Mêhicô để quảng bá album.
Gần đây cô tham gia bộ phim True Confessions of a Hollywood Starlet trong vai trò diễn viên chính. Album thứ ba của cô, All I Want Is Everything sắp được phát hành vào năm 2010.

## Tiểu sử
JoJo sinh ra tại Brattleboro, Vermont; lớn lên ở Keene, New Hampshire và Foxborough, Massachusetts. Cô lai những 6 dòng máu: Scotland, Ireland, Anh, Ba Lan, Pháp và bản địa Mỹ. Cô lớn lên trong một căn hộ chỉ có một phòng ngủ ở vùng ngoại ô Boston, trong một gia đình có thu nhập thấp. Cha cô, Joel Maurice Levesque, là một ca sĩ nhạc blues, mẹ của cô, Diana Anne Blagden, hát trong dàn thánh ca thuộc nhà thờ Công giáo và làm quét dọn. Cha mẹ cô li dị khi cô được 3 tuổi, từ đó cô sống với mẹ ở Edgewater, New Jersey. Còn cha cô sống ở New Hampshire. Cô còn nhận được tình thương và sự hỗ trợ từ từ những người họ hàng (cũng ở tiểu bang Massachusetts) Andrea Levesque, Arianna Levesque, và Athena Levesque. JoJo đã đổi tên họ của mình từ họ mẹ "Blagden" thêm vào họ cha "Levesque", cuối cùng là Joanna Noëlle Blagden Levesque.
Cái tên JoJo có từ một biệt hiệu thời thơ ấu. Từ khi còn nhỏ, JoJo nghe và học theo mẹ những bài hát của mẹ cô tập. Cô bắt đầu hát khi được 2 tuổi bằng cách bắt chước mẹ, thử mọi thể loại nhạc từ hát ru, Pop, R&B, Jazz và thậm chí nhạc Soul. Trên chương trình A&E's show Child Stars III: Teen Rockers, mẹ em cho rằng JoJo đã có một tài năng với chỉ số IQ vượt trội. Dù còn nhỏ, JoJo đã rất thích tham dự những lễ hội của người Mỹ bản xứ và hoạt động trong những nhà văn hóa địa phương. Khi lên 6, cô có được một hợp đồng thu âm, nhưng mẹ cô từ chối vì tin rằng JoJo còn quá nhỏ cho sự nghiệp âm nhạc.
Lên 7, Sau khi tham dự vào chương trình truyền hình Kid Say The Darndest Thing: On The Road ở Boston, với một bài hát của ca sĩ Cher, JoJo đã có cơ hội để trở nên nổi tiếng, cô được mời hát bài "Respect" của Aretha Franklin, một bản hit từ những năm 1967 tại show truyền hình Destination Stardom. Dẫn chương trình Bill Cosby và khán giả tại nhà hát Faneuil đã thực sự ấn tượng và trở nên cuồng nhiệt. Ngay sau đó, Oprah liên lạc với cô, mời cô đến biểu diễn. Cô cũng từng biểu diễn trên Maury, rồi trong 1 tập của series "Những đứa trẻ tài năng", và còn nhiều chương trình khác. Khi được hỏi, cô đã nói rằng "nếu phải biểu diễn, tôi chẳng sợ gì cả". Jojo cũng đã từng được yêu cầu tham dự vào vai chính trong show nổi tiếng của kênh Disney "Hannah Montana" nhưng không may, cô từ chối vì cô muốn tập trung vào âm nhạc, điều mà sau đó dẫn cô tới hit "Leave (Get Out)".

## Sự nghiệp âm nhạc

### Joanna Levesque (2001)
Sau khi xuất hiện trên chương trình talk show McDonald's Gospel Fest, hát bài "I Believe In You and Me" của Whitney Houston và dự thi trên chương trình truyền hình America's Most Talented Kids (cô để Diana DeGarmo giành phần thắng). Đạo diễn nhà sản xuất Vincent Herbert liên lạc với cô và mời cô tham gia Blackground Records. Trong cuộc phóng vấn dự thi với Barry Hankerson, ông nói hồn ma của cháu gái ông, ca sĩ Aaliyah đã mang cô đến với ông. Cô đã ký được hợp đồng, và đã từng có những buổi ghi âm với những nhà sản xuất nổi tiếng như The Underdogs và Soulshock & Karlin.
Album demo thu trực tiếp của JoJo, Joanna Levesque, thu vào năm 2001, với nhiều bản cover Soul và R&B, gồm những bài hát:
- "Mustang Sally" (1966) của Wilson Pickett.
- "It Ain't Always What You Do (It's Who You Let See You Do It)" (1989) của Etta Jame.
- "Chain of Fools" (1968) và "The House That Jack Built" (1969) của Aretha Franklin.
- "See Saw" (1956) của The Moonglow.
- "Superstition" (1972) Stevie Wonder.
- "Shakey Ground" (1975) của The Temptation.

### JoJo (2003–2005)
Năm 2003, ở tuổi 12, Sau khi JoJo ký hợp đồng với Blackground Records/Da Family, JoJo cho ra album đầu tiên mang tên "JoJo". Single debut "Leave (Get Out)" phát hành vào năm 2004 đoạt giải bạch kim. Trước khi phát hành album, JoJo đã thực hiện tour diễn đầu tiên của cô cùng với Fefe Dobson, Young gunz và Zebrahead. Tour diễn được thực hiện tại 9 trung tâm mua sắm, bắt đầu tại Atlanta Northlake Mall và kết thúc ở South Shore Plaza. Khi single giành vị trí số 1 của Top 40 Mainstream, cô trở thành nữ nghệ sĩ solo 13 tuổi đầu tiên có single ở vị trí số một của Mỹ tính tới thời điểm đó. Đĩa đơn được đề cử cho Nghệ sĩ mới xuất sắc nhất 2004 tại MTV Video Music Awards đưa JoJo trở ca sĩ trẻ tuổi nhất từng được đề cử MTV VMA. Album của cô cũng đạt vị trí số 4 trên Top 200 U.S. Billboard và số 10 trên Top R&B/Hip-Hop Albums, bán được khoảng 107.000 bản và đạt thứ 40 của bảng xếp hạng Top UK Albums. JoJo đồng sáng tác hai ca khúc của album, và 1 ca khúc tự sáng tác. Trong tháng 12 năm 2004, cô được đề cử Nữ ca sĩ mới của năm và Mainstream Top 40 Single của năm tại Billboard Music Awards. Cô cũng là nghệ sĩ trẻ tuổi nhất từng được đề cử tại Billboard Music Awards.
Đĩa đơn thứ hai của cô, "Baby It's You", với sự tham gia của rapper Lil Bow Wow - đạt vị trí số 22 tại Mỹ và số 8 ở Anh.
Đĩa đơn cuối cùng trong album có tên "Not That Kinda Girl", được phát hành năm 2005 và đạt vị trí số 85 tại Đức, tuy nhiên single không đạt được vị trí cao trong các bảng xếp hạng, vị trí cao nhất là thứ 8 trong TRL chart, sau đó hoàn toàn biến mất.
Năm 2004, JoJo tham gia "Come Together Now", một tổ chức từ thiện cho nạn nhân sóng thần và bão Katrina tại châu Á (2004 và 2005). Năm đó, cô đã được đệ nhất phu nhân Laura Bush yêu cầu biểu diễn ở Giáng sinh đặc biệt 2004 tại Washington, D.C. của đài TNT (dẫn chương trình Dr.Phil và vợ Robin McGraw). Dù cô cũng biểu diễn ở nhiều sự kiện khác của Đảng Cộng hòa, cô vẫn đã tuyên bố rằng "cô không đồng ý với những chính sách của Tổng thống George W. Bush, tôi có thể nói vậy". Vào 2005 JoJo dẫn chương trình và biểu diễn tại đêm nhạc City of Hope Cancer Center và đồng chủ trì đếm ngược năm 2006 TV Guide Channel's đến lễ trao giải Grammy.
Cũng trong 2005 rapper Eminem đã đề cập tới JoJo trong bài hát "Ass Like That" cùng với rất nhiều nữ teen star nổi tiếng khác thời bấy giờ.

### The High Road (2006 - 2007)
Album thứ hai của JoJo, The High Road, phát hành vào 17/10/2006. Album khi vừa xuất hiện đứng ngay vị trí số 3 trên bảng xếp hạng Top 200 U.S. Billboard. Album sản xuất bởi Scott Storch, Swizz Beatz, JR Rotem, Corey Williams, Soulshock & Karlin và Ryan Leslie. Album nhận được đánh giá rất tốt. JoJo nói trong album tiếp theo, cô muốn cho mọi người thấy sự trưởng thành về âm nhạc của mình và cô cảm thấy tự tin hơn cả về giọng hát lẫn phong cách.
Mùa hè năm 2006, đĩa đơn đầu tiên của album thứ hai, "Too Little Too Late" được lên sóng trên các đài phát thanh. "Too Little Too Late" đã phá vỡ kỷ lục cho cú nhảy lớn nhất vào top 3 trên bảng xếp hạng Billboard Hot 100, từ vị trí thứ 66 lên thứ 3 trong một tuần. Kỷ lục này trước đây thuộc về Mariah Carey với single "Loverboy" (2001) từ vị trí 62 lên thứ 2.
Đĩa đơn thứ 2 "How to Touch a Girl" thì lại không thành công bằng. Nó xếp ngoài Billboard Hot 100 và chỉ đạt vị trí 76 trên bảng xếp hạng Billboard Pop 100. Ca khúc là một bài hát yêu thích của cô trong album The High Road được chính cô sáng tác.
Ngày 16/3/2007, Kênh The Second JammX Kids All Star Dance xác nhận đĩa đơn tiếp theo của cô là "Anything", ca khúc có 1 trích đoạn của hit năm 1982 của Toto: "Africa" nhưng nó đã không được quay Music Video do mâu thuẫn của JoJo với Background. Album đã bán được hơn 550.000 kể từ khi phát hành và được chứng nhận Gold bởi RIAA.
Ngày 20/7/2007, bản cover đáp trả lại ca khúc "Beautiful Girls" của Sean Kingston bị rò rỉ trên mạng vơi tên gọi "Beautiful Girls Reply". Nó đứng vị trí số 39 trên Billboard Rhythmic Top 40 suốt một tháng sau đó. JoJo đã để lại 1 câu hỏi fan về ý kiến họ trong việc chọn single tiếp theo là "Coming for you" hay "Let It Rain", tuy nhiên việc phát hành single thứ 3 đã bị hủy bỏ.
Cô cũng cho hay sẽ đi lưu diễn trong mùa hè 2007 ở Mỹ và châu Âu để quảng bá album The High Road.
Mặc dù không phải là một tour diễn chính thức, cô cũng đã biểu diễn một loạt show cùng với những ban nhạc thành viên của dàn nhạc Six Flags Starburst Thursday Night Concert trong suốt mùa hè năm 2007. Trong suốt tour diễn, cô cũng hát một số bài hát nổi tiếng được cô yêu thích từ các ca sĩ khác như Beyoncé ("Déjà Vu"), Kelly Clarkson ("Since U Been Gone"), SWV, Gnarls Barkley, Jackson 5, Justin Timberlake ("My Love"), Maroon 5, Usher, Carlos Santana, Jill Scott, Michael Jackson, George Benson, Musiq Soulchild, và Amy Winehouse ("Rehab"). Vào tháng 11, Cô lưu diễn tại Brasil trong show Live Pop Rock Brasil.
Ngày 01/12/2007, JoJo thắng trong giải Boston Music Award với hạng mục Giọng ca nữ của năm cho "Too Little Too Late".
Cuối năm 2007, JoJo cho hay cô ấy đã bắt đầu sáng tác cho album thứ 3 để phát hành khi cô tròn 18 tuổi. Cô muốn fan của mình thấy sự trưởng thành hơn nữa trong âm nhạc của cô. Cô cũng đang tìm 1 nhà sản xuất phù hợp để mình có thể hát những bài hát tự sáng tác.

### All I Want Is Everything (2008 - đến nay)
Vào ngày 8/4/2008, trong một cuộc phỏng vấn tại buổi tiệc "Ultimate Prom", Hearst Tower, JoJo tuyên bố cô đang tự mình sáng tác và sản xuất album mới tai Boston và Atlanta. Cô có một hàng ngũ những nhà sản xuất như Tank, DJ Toomp, J. Moss, Toby Gad, The Underdogs, Danja, J.R. Rotem, Billy Steinberg, Bryan-Michael Cox, Marsha Ambrosius, Madd Scientist, Tony Dixon, Eric Dawkins và J. Gatsby. Cô tự mình sáng tác toàn bộ các bài hát trong 3/4 những bài đã hoàn thiện trừ 1 bài. Jojo khẳng định đây sẽ là album mang đậm dấu ấn cá nhân của cô, lấy cảm hứng từ những mối quan hệ tan vỡ để tìm sự khởi đầu mới, theo đó sẽ đánh dấu sự thay đổi - gợi cảm hơn, tự tin hơn trong suy nghĩ của một người phụ nữ trong cô.
Vào ngày 30/8/2008, JoJo đã cho ra mắt bài hát cover "Can’t believe it" của T-pain. Vào 1/9, cô thông báo sẽ phát hành album trong khoảng đầu năm 2009. Trong năm 2008, ca sĩ R&B Ne-Yo đã trích một phần trong single thứ hai của cô "Baby it’s you" cho bài hát của mình.
Ngày 14/10/2008, JoJo được mời hát quốc gia trước trận thứ tư của giải ALCS tại Fenway Park ở Boston, Massachusetts. Vào ngày 09/10/2008, JoJo được đề cử một lần nữa tại Boston Music Awards cho giải Pop/R&B xuất sắc của năm nhưng nhóm nhạc Jada đã giành được giải.
Trong tháng 1/2009 JoJo thông báo trên trang MySpace của mình rằng cô đang hợp tác với các nhà sản xuất Chad Hugo, Jim Beanz & Kenna và đang tiếp tục hoàn thiện album mới. Cô tuyên bố rằng gặp vấn đề với hãng thu âm của mình và đã chuyển từ Blackground sang Interscope Records.
Tuy nhiên, trong 4/2009, JoJo lại đính chính trong blog MySpace của mình rằng cô vẫn còn ký hợp đồng với Blackground. Ngoài ra, nam ca sĩ Jovan Dais có nói trong một cuộc phỏng vấn rằng sẽ làm việc với DJ Toomp trong album sắp tới của JoJo. Anh nói: "Tôi là người khá kĩ tính trong việc chọn người hợp tác vì tôi không muốn làm việc với quá nhiều người khác nhau. Tôi thực sự thích JoJo. Tôi thích âm nhạc và chất giọng của cô ấy, và tôi tin rằng cô là một tài năng thực sự. Chúng tôi đang cùng nhau tạo nên những chất nhạc thật tuyệt vời".
Tháng 4/2009, JoJo thông báo trên MySpace cô sẽ theo học Đại học Northeastern University nhưng vẫn sẽ tiếp tục tập trung vào sự nghiệp âm nhạc. Cô hiện đang chờ đợi hãng thu âm Blackground Records hoàn tất các thủ tục để cô có thể phát hành album mới.
Ca khúc "Note to God" của JoJo trong album 2 "The High Road" gần đây đã được cover bởi ca sĩ người Philipin Charice.
Ngày 3/6/2009 JoJo thông báo trên trang YouTube của mình rằng cô đang rất sốt ruột và mong hãng thu âm ký hợp đồng phân phối, cho phép phát hành album của cô, ngoài ra cô đã hoàn tất album.
Ngày 10/6/2009, Demo các bài hát của cô do Toby Gad sáng tác "Fearless", "Touch Down" và "Underneath" bị rò rỉ trên mạng. Từ đó đến nay, một loạt 13 bài khác của cô đã bị rò rỉ, JoJo khẳng định trên blog MySpace rằng: "Những bài hát đó không nằm trong album và cũng không hề mang chất nhạc chủ đạo của album, nếu có thì có thể chỉ 1,2 bài".
Vào giữa tháng 7/2009, trên Myspace cô nói đang viết nhạc ngoài cho album của mình, còn cho cả những ca sĩ khác nữa, ngoài ra JoJo còn cùng hợp tác với một số nhà sản xuất tài năng ở Los Angeles.
Tháng 8/2009 JoJo đưa đơn kiện hãng thu âm của mình Da Family Entertainment lên tòa án New York vì việc hãng đã không chịu cho ra mắt album thứ ba của cô, cũng như không cho phép cô rời hãng. Cô muốn được bồi thường 500,000$ vì những rắc rối và được quyền hủy hợp đồng. Vào tháng 10/2009, cuối cùng cô cũng đã đạt được một thỏa thuận với Blackground Records rằng album thứ ba của JoJo sẽ được phân phối bởi Interscope Records. JoJo đã xác nhận điều này trên Twitter. Cô rời Da Family Entertainment sau sáu năm và bây giờ, khi gia nhập vào Interscope Records, cô đã có đủ điều kiện hợp pháp để cho ra lò album thứ ba của mình.
Cuối năm 2009, JoJo góp giọng trong album Shock Value II của Timbaland với bài hát "Lose Control", đó là bài hát chính thức đầu tiên của cô trong một album là sau 2 năm. Trong một cuộc phỏng vấn vào tháng 11, cô đã thể hiện nỗi vui mừng được xuất hiện trong album của Tim. Cô còn hát nền trong bài hát "Timothy Where You Been" với ban nhạc Jet. Trong cuộc phỏng vấn với Rap-Up, JoJo thổ lộ về album: "Tôi muốn làm gì đó để mọi người hài lòng, như là: "Wow, con bé đã rất cố gắng và đã làm được, tôi muốn mọi người cảm nhận được tôi thực sự là ai."". Timbaland, Jim Beanz, The Messengers, Kenna, Chad Hugo & Pharell Williams sẽ tham gia vào album của cô, cô đang hoàn thiện những bước cuối cùng để sẵn sáng cho ra album vào năm 2010.

## Sự nghiệp điện ảnh
Sự nghiệp diễn xuất của JoJo bắt đầu từ năm 4 tuổi. Mặc dù chưa từng trải qua một trường lớp diễn xuất nào, nhưng JoJo đã có những khởi đầu không tồi trong vai trò một diễn viên trẻ. Cô tham gia vào các chương trình của nhà hát địa phương, phát thanh, truyền hình và quảng cáo vùng New England, và truyền hình quốc gia từ 7 tuổi. JoJo bắt đầu giai đoạn chuyên nghiệp của mình khi 8 tuổi với vai Mustardseed trong vở nhạc kịch Dream A Midsummer Night của Shakespeare tại Nhà hát Huntington. Cô nhận được thẻ thành viên của Đài truyền hình và phát thanh Liên bang Mỹ (AFTRA) lúc 10 tuổi.
Sau khi xuất hiện trong các series truyền hình The Bernie Mac Show và American Dreams, JoJo vào vai Hailey, cùng với Emma Roberts và Sara Paxton xuất hiện trong bộ phim Aquamarine. Bộ phim khởi chiếu ngày 3/3/2006, với vị trí thứ 5 ngày đầu công chiếu với doanh thu 7,5 triệu đô.
Bộ phim nhựa thứ hai của cô, bộ phim hài RV, diễn viên chính Robin Williams, được khởi chiếu ngày 28/4/2006. Đạt vị trí số 1 ngày đầu công chiếu với 69,7 triệu đô. JoJo đã phải thử vai năm lần cho vai diễn, và được thay thế cho 1 diễn viễn đã được chọn cho vai đó.
Năm 2005, cô được yêu cầu tham gia vào vai Zoe Stewart (Sau này là Miley Stewart) trong loạt hit truyền hình Hannah Montana trên kênh truyền hình Disney Channel, nhưng cô từ chối vì cô không thực sự hứng thú lắm vào các show truyền hình. Cô muốn mình được biết đến như một nghệ sĩ nhạc hơn, một sự nghiệp điện ảnh không thực sự là điều cô ấy muốn trong sự nghiệp của mình.
Vào 28/5/2007, trong một cuộc phỏng vấn với BOP và Beat Tiger Online, JoJo nói rằng cô đang tham gia vào một bộ phim mới. Vào ngày 10/9/2007, JoJo cho biết cô sẽ tới Toronto để quay một cảnh trong bộ phim của Lola Douglas: "True Confessions of a Hollywood Starlet", cô vào vai Morgan Carter cùng với diễn viên đoạt giải Quả Cầu Vàng Valerie Bertinelli và Shenae Grimes, bộ phim được phát sóng trên kênh truyền hình Lifetime. Bộ phim đã được phát hành ngày 9/8/2008 và cho ra DVD ngày 3/3/2009.
JoJo kể rằng "Chẳng ai thuê một người hướng dẫn diễn xuất cho tôi khi tham gia vào Aquamarine cả." Cô cho hay là sẽ lấy tên "Joanna 'JoJo' Levesque" khi đóng phim, nhưng vẫn sử dụng JoJo là nghệ danh trên con đường âm nhạc.
Theo tin đồn cô được yêu cầu đóng vai Jeanette Miller trong phần tiếp theo của phim Alvin and the Chipmunks cùng với Drew Barrymore và Miley Cyrus, nhưng tin đồn bị bác bỏ trong năm 2009. Nữ diễn viên Christina Applegate đã nhận vai trò thay thế.

## Cuộc sống riêng
JoJo và mẹ sống ở New Jersey, còn phòng thu âm của cô ở Manhattan, New York. Cô cũng thường hay lui tới Foxborough, Massachusetts, nơi cô đã từng lớn lên. Cô đã phải học tại gia trong 3 năm, cô nói "Trường học trước đây thực sự là một giai đoạn quan trọng trong đời tôi". Cô không phải là cháu của Triple H, ngôi sao WWE (Thường gọi là Smack Down) theo như tin đồn, dù 2 người có cùng họ.
Có tin đồn cô đang hẹn hò với Joe Jonas trong nhóm Jonas Brothers, nhưng chính Jonas tuyên bố trên KISSfm radio là anh ấy không hẹn hò và cũng không có ý định hẹn hò với JoJo hay bạn diễn Demi Lovato. Joe nói họ luôn là bạn tốt và mãi mãi sẽ như vậy.
JoJo hẹn hò với cầu thủ bóng đá người Mỹ Freddy Adu từ tháng 5/2005 tới tháng 9/2006. Cả hai được thấy trên show của kênh MTV Fake ID Club (với JoJo dẫn chương trình). Cô còn xuất hiện trong vai trò bình luận tại một trận đấu của New England Revolution tại Washington D.C., Mỹ, khi đó Freddy Adu thuộc hàng dự bị.
Vào 18/10/2006, JoJo cho hay cô hiện không hề có bạn trai trong một tập của chương trình Live with Regis and Kelly. Trong số tháng 10/2006 của tạp chí Teen People, JoJo xác nhận cô đã chia tay với Freddy Adu. Cô nói: "Tôi tự do và như thế là tốt cho tôi. Tôi còn rất trẻ. Tôi sẽ lên 16 trong tháng 12 và tôi rất bận rộn. Thật khó nếu bạn muốn hẹn hò với một ai đó có sự nghiệp bận rộn, chúng tôi thực sự đã phải dành rất nhiều thời gian cho chính cuộc sống của mỗi người". Một bài báo của Washington Post, trong tháng 11/2006 thông báo họ đã chia tay sau 1 năm. JoJo có nói trên American Top 40 với Ryan Seacrest rằng cô và Adu vẫn là bạn tốt.
Từ năm 2006, cô là bạn thân với nữ diễn viên Emma Roberts, Sara Paxton và Zelda Williams (Con gái của Robin William). Cô xuất hiện cùng cha mình trong hậu trường của Clip "Too Little Too Late".
Ngày 28/2/2007, cô được xếp hạng thứ 10 trong danh sách 20 sao dưới 25 tuổi có thu nhập hàng năm là 1.000.000$ của tạp chí Forbes.
JoJo thông báo trên MySpace cô sẽ dự thi Đại học Northeastern University nhưng cô nói sẽ không làm nó cản trở sự nghiệp âm nhạc và vẫn sẽ tiếp tục tập trung vào nó. Trong tháng 8/2009, cô đã xác nhận rằng cô là tốt nghiệp Trung học và sẽ tập trung vào các dự án trong tương lai của mình.
Tháng 7/2009, JoJo được xếp hạng thứ 5 trong danh sách "Barely Legal: Top 10 người đẹp tuổi 9x" của trang Complex.com, sau Emma Roberts và Willa Holland.

## Album
- JoJo (2004)
- The High Road (2006)
- All I Want Is Everything (2011)

## Mixtape
- Can't Take That Away From Me (2010)

## Phim Ảnh
| Phim                          | Phim                                    | Phim                           | Phim                                                       |
| Năm                           | Phim                                    | Vai                            | Ghi chú                                                    |
| ----------------------------- | --------------------------------------- | ------------------------------ | ---------------------------------------------------------- |
| 2002                          | Developing Sheldon                      | Young Elizabeth                | Xưng danh Joanna Levesque                                  |
| 2004                          | Shark Tale                              | Herself                        | Xưng danh Joanna "JoJo" Levesque                           |
| 2006                          | Aquamarine                              | Hailey Rogers                  | Vai chính                                                  |
| 2006                          | RV                                      | Cassie Munroe                  | Vai chính                                                  |
| 2011                          | W.I.T.C.H.: The Movie                   | Irma                           | Xưng danh Joanna "JoJo" Levesque, tham gia đàm thoại       |
| Kênh truyền hình và phim ngắn |                                         |                                |                                                            |
| Năm                           | Tựa đề                                  | Vai                            | Kênh                                                       |
| 2008                          | True Confessions of a Hollywood Starlet | Morgan Carter / Claudia Miller | Phim cho kênh truyền hình (Lifetime Television), Vai chính |
| 2011                          | More Confessions of a Hollywood Starlet | Morgan Carter                  | tham gia đàm thoại                                         |
| Khách mời truyền hình         |                                         |                                |                                                            |
| Năm                           | Tựa đề                                  | Vai                            | Ghi chú                                                    |
| 1998                          | Kids Say the Darndest Things            | Thí sinh                       | Xưng danh Joanna Levesque                                  |
| 1999–2000                     | Destination Stardom                     | Thí sinh                       | Xưng danh Joanna Levesque                                  |
| 2002                          | The Bernie Mac Show                     | Michelle                       | 1 tập                                                      |
| 2003                          | America's Most Talented Kid             | Biểu diễn                      | 1 tập                                                      |
| 2004                          | American Dreams                         | Linda Ronstadt khi còn trẻ     | 1 tập                                                      |
| 2005                          | Hope Rocks: The Concert with a Cause    | Dẫn chương trình               | Phim cho kênh truyền hình (Fox Television), Xưng danh JoJo |
| 2006                          | Romeo!                                  | Khách mời                      | 1 tập                                                      |
| 2007                          | Punk'd                                  | Khách mời                      | Phần 8 - tập 6                                             |

## Các giải thưởng
| Năm  | Hạng mục                                         | Giải thưởng                                                | Kết quả   |
| ---- | ------------------------------------------------ | ---------------------------------------------------------- | --------- |
| 2004 | MTV Video Music Award                            | Best New Artist với Leave (Get Out)                        | Đề cử     |
| 2004 | Billboard Music Awards                           | Female New Artist Of The Year                              | Đề cử     |
| 2004 | Billboard Music Awards                           | Mainstream Top 40 Single Of The Year với Leave (Get Out)   | Đề cử     |
| 2006 | Teen Choice Award                                | Female Choice Breakout với Aquamarine                      | Đề cử     |
| 2007 | Boston Music Awards                              | National Female of The Year với Too Little, Too Late       | Đoạt giải |
| 2007 | Hollywood Life 9th Annual Young Hollywood Awards | Breakthrough performance                                   | Đoạt giải |
| 2007 | Young Artist Awards                              | Best Performance in a Feature Film with Aquamarine         | Đề cử     |
| 2008 | Yahoo Music Awards                               | Trên 10 triệu lượt tải cho Too Little, Too Late            | Đoạt giải |
| 2008 | Boston Music Awards                              | Outstanding Pop/R&B Act Of The Year                        | Đề cử     |
| 2009 | Poptastic Award                                  | Best TV Movie with True Confessions of a Hollywood Starlet | Đề cử     |